# Ödön Tersztyánszky
Ödön Tersztyánszky (29 de marzo de 1890-21 de junio de 1929) fue un deportista húngaro que compitió en esgrima, especialista en las modalidades de florete y sable.
Participó en dos Juegos Olímpicos de Verano en los años 1924 y 1928, obteniendo en total cuatro medallas, plata y bronce en París 1924 y dos oros en Ámsterdam 1928. Ganó una medalla de plata en el Campeonato Mundial de Esgrima de 1927.

## Palmarés internacional
| Juegos Olímpicos   | Juegos Olímpicos         | Juegos Olímpicos  | Juegos Olímpicos    |
| Año                | Lugar                    | Medalla           | Prueba              |
| ------------------ | ------------------------ | ----------------- | ------------------- |
| 1924               | París (Francia)          | Medalla de plata  | Sable por equipos   |
| 1924               | París (Francia)          | Medalla de bronce | Florete por equipos |
| 1928               | Ámsterdam (Países Bajos) | Medalla de oro    | Sable individual    |
| 1928               | Ámsterdam (Países Bajos) | Medalla de oro    | Sable por equipos   |
| Campeonato Mundial |                          |                   |                     |
| Año                | Lugar                    | Medalla           | Prueba              |
| 1927               | Vichy (Francia)          | Medalla de plata  | Sable individual    |